# كوينتس كايسيليوس ميتيلوس بيوس سكيبيو ناسيكا
كوينتس كايسيليوس ميتيلوس بيوس سكيبيو ناسيكا(بالإنجليزية: Quintus Caecilius Metellus Pius Cornelianus Scipio Nasica)‏، (ولد مابين 100/98 ق.م - توفي في 46 قبل الميلاد)، في الدراسات الحديثة في كثير من الأحيان يسمى بميتيلوس سكيبيو، وقد كان قنصلا رومانيا وقائدا عسكريا في الجمهورية الرومانية المتأخرة. خلال الحرب الأهلية بين يوليوس قيصر وفصيل مجلس الشيوخ بقيادة بومبيوس ماغنوس ("بومبي العظيم")، بقي أوبتيميتس قوي. قاد القوات الجمهورية ضد قوات قيصر، ولا سيما في معركتي فارساليس وتابسوس، حيث هزم. أدى انهزامه في وقت لاحق إلى موته عن طريق الانتحار سنة 46 ق.م .

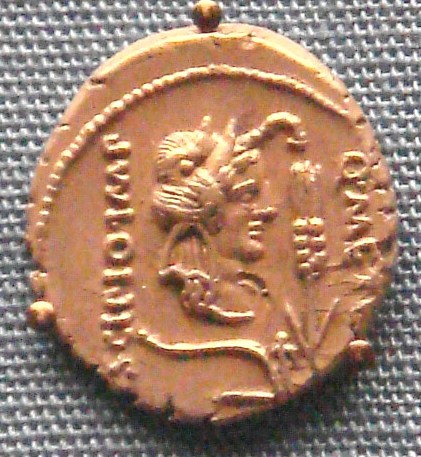
دينار صادر عن ميتيلوس سكيبيو كما أنه إمبراطور شمال أفريقيا، 47-46 قبل الميلاد